# Система програмного управління
Система програмного управління — автоматична система, завдання якої полягає в зміні керованої величини за заздалегідь складеною програмою, що визначається задаючим впливом F (t). F (t) — заздалегідь відома функція часу.
Приклади:
- САР шахтною підіймальною машиною з виконанням заданої діаграми швидкості.